# یواس‌اس اطلس (ای‌آرال-۷)
یواس‌اس اطلس (ای‌آرال-۷) (به انگلیسی: USS Atlas (ARL-7)) یک کشتی بود که طول آن ۳۲۸ فوت (۱۰۰ متر) بود. این کشتی در سال ۱۹۴۳ ساخته شد.